# Марвел, Кейт
Кейт Марвел (Katherine Drew «Kate» Marvel) — американский климатолог, занимающаяся преимущественно моделированием с использованием компьютерных моделей и спутниковых данных, а также популяризатор науки.
Доктор философии, научный сотрудник Колумбийского университета и Института космических исследований НАСА имени Годдарда. Начав свою карьеру как астрофизик, она затем занялась климатологией.
Окончила Upper Arlington High School в Огайо.
Собиралась стать актрисой, однако увлеклась астрономией и получила степени бакалавра в Калифорнийском университете в Беркли и доктора философии по теоретической физике (теоретической космологии) — в Кембриджском университете. После чего переключилась на климатологию.
Ныне научный сотрудник Колумбийского университета и Института космических исследований НАСА имени Годдарда.
Ведёт регулярную колонку «Hot Planet» на ScientificAmerican.com.
Выступала на конференции TED.
Её вдохновляют Kim Cobb и Katharine Hayhoe, а также Ayana Elizabeth Johnson.
Лектор имени Теодора фон Кармана (2019).
Удостоилась GISS Best Publication Award (2019).
Публиковалась в Nature, Nature Clim. Change, Environmental Research Letters, Geophysical Research Letters, Bloomberg News, Nautilus Magazine, Scientific American, On Being.
Среди её соавторов Кен Калдейра.
Есть ребёнок.